# 卡斯泰尔巴雅克
卡斯泰尔巴雅克（法語：Castelbajac，法語發音：[kastɛlbaʒak]）是法国上比利牛斯省的一个市镇，属于塔布区。

## 地理
卡斯泰尔巴雅克（43°10'57"N, 0°21'19"E）面积8.2 平方千米，位于法国奧克西塔尼大區上比利牛斯省，该省份为法国西南部内陆省份，北至热尔省，西接大西洋比利牛斯省，南与西班牙接壤，东临上加龙省。
与卡斯泰尔巴雅克接壤的市镇（或旧市镇、城区）包括：贝戈勒、邦雷波、比尔、康皮斯特鲁、乌埃代、蒙塔斯特吕克。

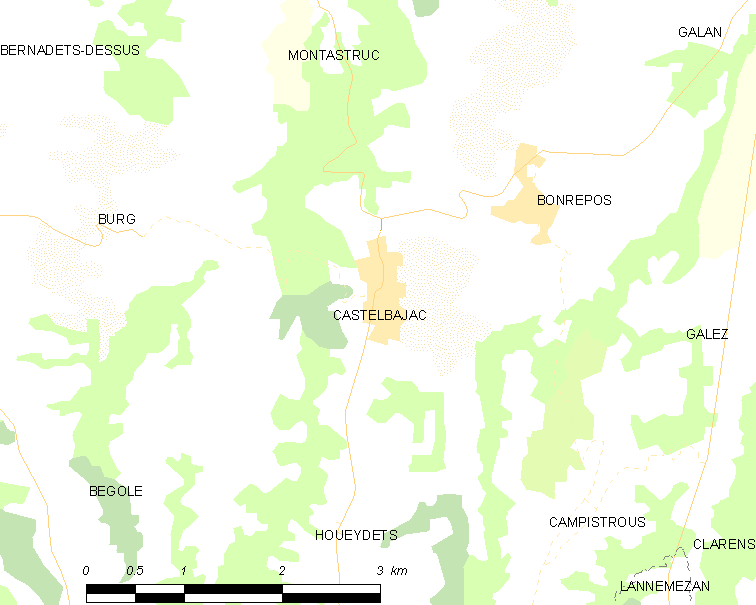
卡斯泰尔巴雅克的OSM定位图

卡斯泰尔巴雅克的时区为UTC+01:00、UTC+02:00（夏令时）。

## 行政
卡斯泰尔巴雅克的邮政编码为65330，INSEE市镇编码为65128。

## 政治
卡斯泰尔巴雅克所属的省级选区为阿罗斯河与巴伊斯河谷县。

## 人口

1962-2008年间卡斯泰尔巴雅克人口变化图示

卡斯泰尔巴雅克于2022年1月1日时的人口数量为137人。